# Phoebis neocypris
Espèce
Phoebis neocypris est une espèce d'insectes lépidoptères (papillons) de la famille des Pieridae, de la sous-famille des Coliadinae et du genre Phoebis.

## Taxinomie
Phoebis neocypris a été décrit par Jacob Hübner en 1763 sous le nom de Colias neocypris.

### Noms vernaculaires
Phoebis neocypris se nomme Tailed Sulphur en anglais

### Sous-espèces
- Phoebis neocypris neocypris au Brésil.
- Phoebis neocypris rurina C. & R. Felder, 1861 au Mexique, Brésil, Venezuela, en Colombie, Bolivie, au Pérou et en Équateur.
- Phoebis neocypris virgo (Butler, 1870) au Mexique, Guatemala et Costa Rica.
- Phoebis neocypris ssp en Guyane française[1].

## Description
Phoebis neocypris est un papillon de taille moyenne (son envergure varie de 39 mm à 44 mm) aux ailes antérieures pointues et aux ailes postérieures très pointues. Le mâle est de couleur jaune parfois très tacheté de rouille, alors que la femelle est blanche ou jaune très pâle.

## Biologie
C'est un migrateur.

### Période de vol et hivernation
Il vole toute l'année au Mexique et en Amérique centrale.

### Plantes hôtes
Les plantes hôtes de la chenille sont des Cassia.

## Écologie et distribution
Ce papillon est présent dans le sud des USA, dans le sud de l'Arizona et du Texas, au Mexique, Guatemala, Venezuela, Costa Rica, en Équateur, Bolivie, en Guyane, au Brésil, en Colombie et au Pérou.

### Biotope
Il réside en zone tropicale en forêt et en milieux ouverts.

### Protection
Pas de statut de protection particulier.